# (46793) Phinney
(46793) Phinney est un astéroïde de la ceinture principale.

## Description
(46793) Phinney est un astéroïde de la ceinture principale. Il fut découvert le 1er mai 1998 à Haleakala par le programme NEAT. Il présente une orbite caractérisée par un demi-grand axe de 2,25 UA, une excentricité de 0,18 et une inclinaison de 6,6° par rapport à l'écliptique.
Il est nommé d'après l'astronome Jeffrey L. Phinney.

## Compléments